# Parco nazionale Tortuguero
Il parco nazionale Tortuguero (in spagnolo "Parque Nacional Tortuguero") è un parco nazionale della Costa Rica situato sulla costa caraibica nella Provincia di Limón.

## Geografia
Il parco copre un'area di oltre 76.937 ettari dei quali 50,284 sono superficie marina e 26.653 superficie terrestre, solo l'1% della superficie del parco è visitabile, il resto è riserva integrale.
Il parco è costituito da una fitta rete di canali e paludi che si affacciano sul mare, è raggiungibile solo tramite imbarcazioni.

## Storia
Il parco è stato istituito nel 1970 e successivamente ampliato nel 1985, nel 1985, nel 1998 fino a raggiungere la sua dimensione attuale.

## Flora e fauna
L'originario scopo del parco era quello di tutela una delle principali zone di nidificazione della tartaruga verde (Chelonia mydas). Le specie di tartarughe marine che nidificano nel parco sono quattro, oltre alla tartaruga verde vi sono la tartaruga liuto (Dermochelys coriacea), la tartaruga embricata (Eretmochelys imbricata) e la tartaruga comune (Caretta caretta).
Per quanto riguarda l'avifauna vi nidifica l'ara verde (Ara ambiguus) specie considerata come in pericolo dall'IUCN. Nei numerosi canali che caratterizzano il parco si trovano altre specie come lo jacana dai barbigli (Jacana jacana) e l'aninga comune (Anhinga anhinga). Le acque dolci ospitano anche tartarughe di acqua dolce come la tartaruga nera di foresta (Rhinoclemmys funerea) e caimani comuni (Caiman crocodilus).
L'area marina è inoltre zona di riproduzione del lamantino dei Caraibi (Trichechus manatus) classificato come vulnerabile dall'IUCN.